# Södermalmstunneln
För andra betydelser, se Södertunneln (olika betydelser).
Södermalmstunneln är en järnvägstunnel under Södermalm i Stockholm. Södermalmstunneln är en del av Citybanan som togs i bruk den 10 juli 2017. Entreprenör för tunnelarbetena är tyska Züblin.

## Beskrivning

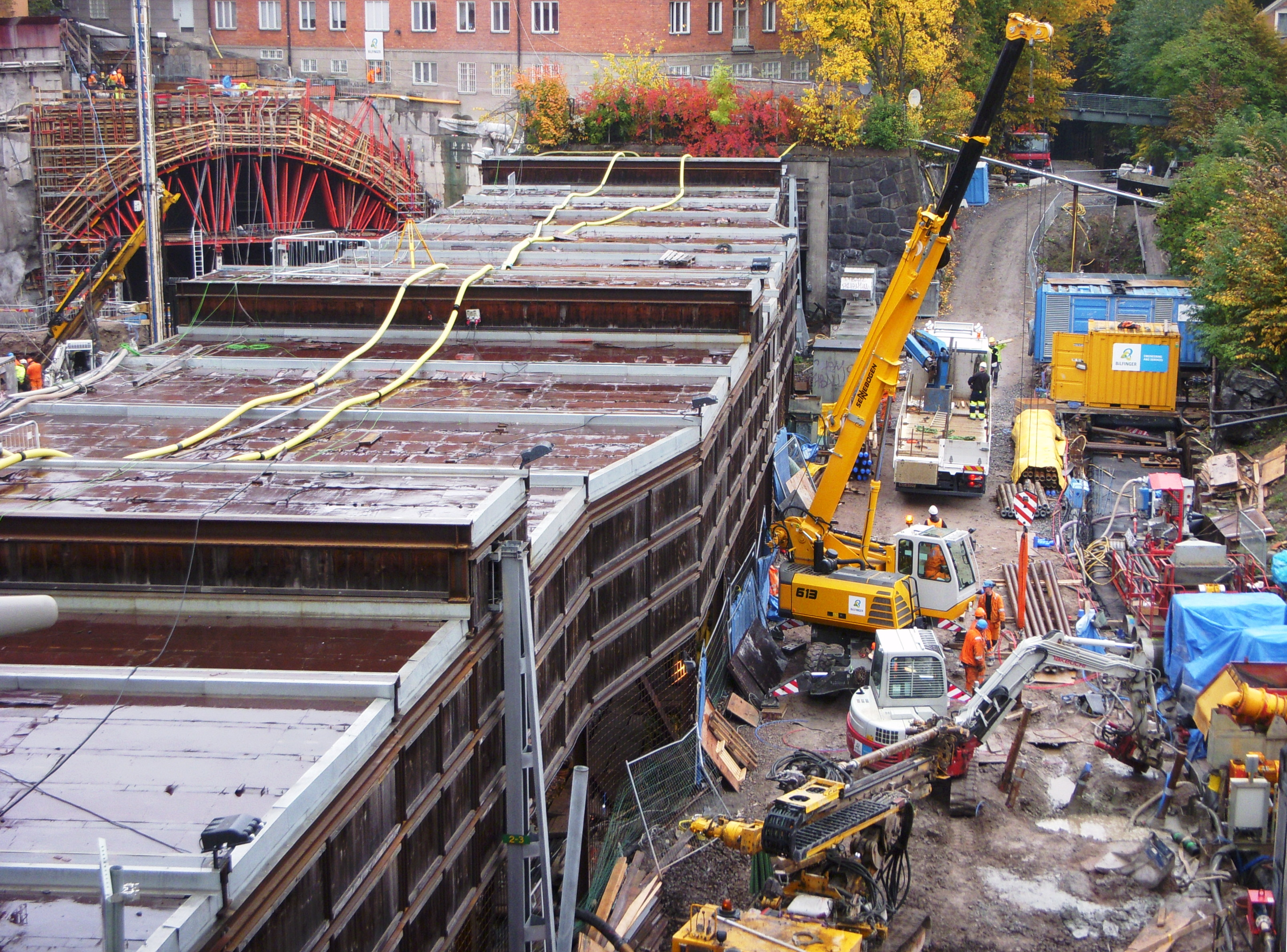
Anslutning vid Stockholms Södra pendeltågsstation, oktober 2013.

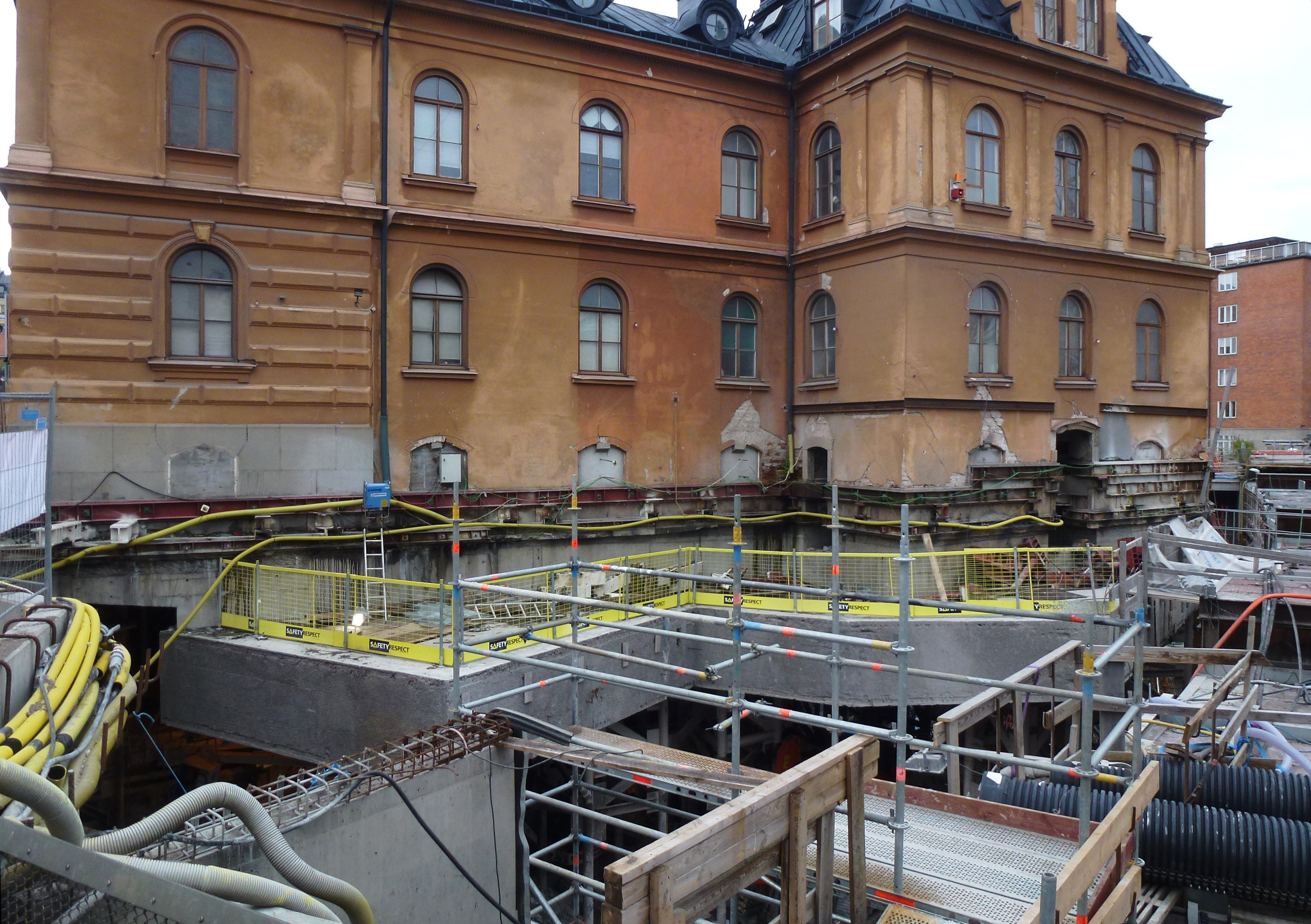
Tunneln under byggnaden Oscar I:s Minne, oktober 2014.

Södermalmstunneln är Citybanans sydligaste tunnelavsnitt, mellan Södra station och Söder Mälarstrand. Den går parallellt med den befintliga Södra tunneln, där nuvarande järnvägstrafik leds under Södermalm. Vid pendeltågsstationen Stockholms södra ansluts Södermalmstunneln till de befintliga spåren och vid Söder Mälarstrand fortsätter spåren in i sänktunneln, den så kallade Söderströmstunneln som är förbindelselänken under Söderström.
Södermalmstunneln framdrivs huvudsakligen i berg, den byggs för två spår och får en längd av cirka 600 meter. Parallellt med Södermalmstunneln byggs även en mindre service- och räddningstunnel som används för servicearbeten av tunneln och som utrymningsväg om en olycka skulle inträffa. Under hösten 2009 påbörjades sprängingarna av tillfartstunneln från Söder Mälarstrand under Mariaberget.  I maj 2010 påbörjades sprängnings- och bergarbetet för pendeltågstunneln söderut. Genomslag mot Mariagårdstäppan gjordes i juni 2013. 

### Tunneln under Oscar I:s Minne
Södermalmstunneln passerar direkt under södra flygeln och ena halvan av byggnaden Oscar I:s Minne. För att bevara huset krävs omfattande och tekniskt avancerade insatser. Den berörda delen av huset väger omkring 8 700 ton, och den lyfts upp för att tunneln skall kunna dras fram. Medan grunden schaktas bort säkras huset av en tillfällig stålkonstruktion som bärs upp av cirka 180 stålpålar invändigt och 100 utvändigt. Därefter gjuts två tunnelrör. När arbetet är klart kommer husgrunden att vila direkt på Citybanans tunneltak.

### Arbeten under Maria Magdalena kyrka
Rakt under kyrkan saknas det delvis bergtäckning för pendeltågstunneln då kyrkan vilar på en rullstensås. Alla fastigheter längs med tunnelsträckningen besiktigas innan bergarbetet påbörjades. I Maria Magdalena kyrka gjordes även en omfattande inventering av konservatorer. Under hela byggtiden av Citybanan har kontrollmätningar utförts med hjälp av en permanent mätutrustning längs tunnelsträckningen, så även i kyrkan och på kyrkogården. Under 2013 gjordes en slutbesiktning. Tidigare under bygget har den kulturminnesmärkta Maria Magdalena kyrka skadats av vibrationerna från bygget av Citybanan.
Den 11 november 2011 inträffade ett mindre tunnelras som förorsakade ett hål på Maria Magdalena kyrkogård på Södermalm. Kyrkogården är belägen på en grusås och ungefär tjugo meter under marken byggs Citybanan.
Hålet, som blev ungefär 1,5 meter djupt och 2 gånger 1,5 meter brett, bildades genom en sättning i marken, då fin sand under ungefär en halvminut rann ner i tunneln. Hålet i tunneln tätades med sprutbetong och från ovansidan fylldes hålet igen med sand.

## Bilder

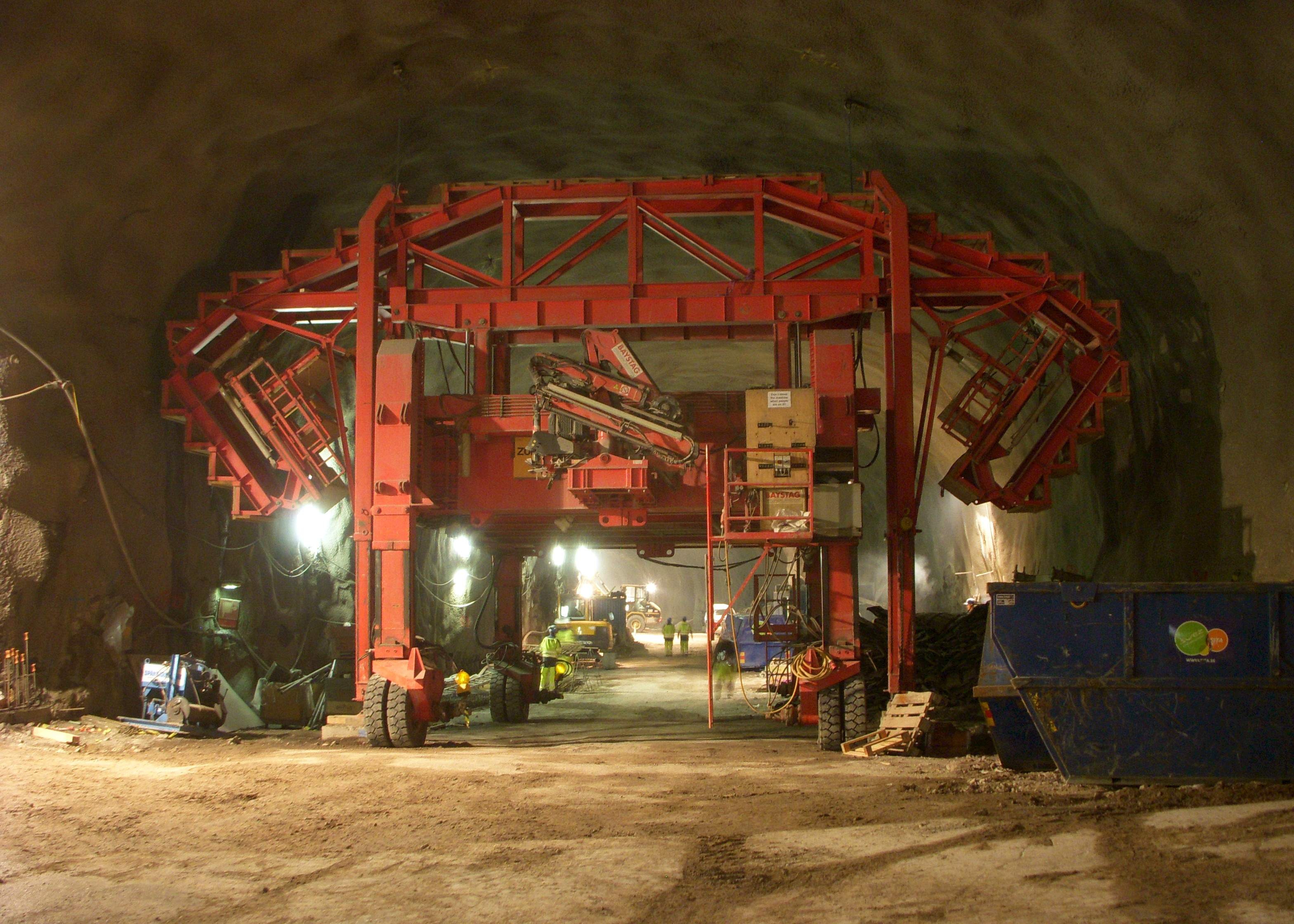
Flyttbar arbetställning
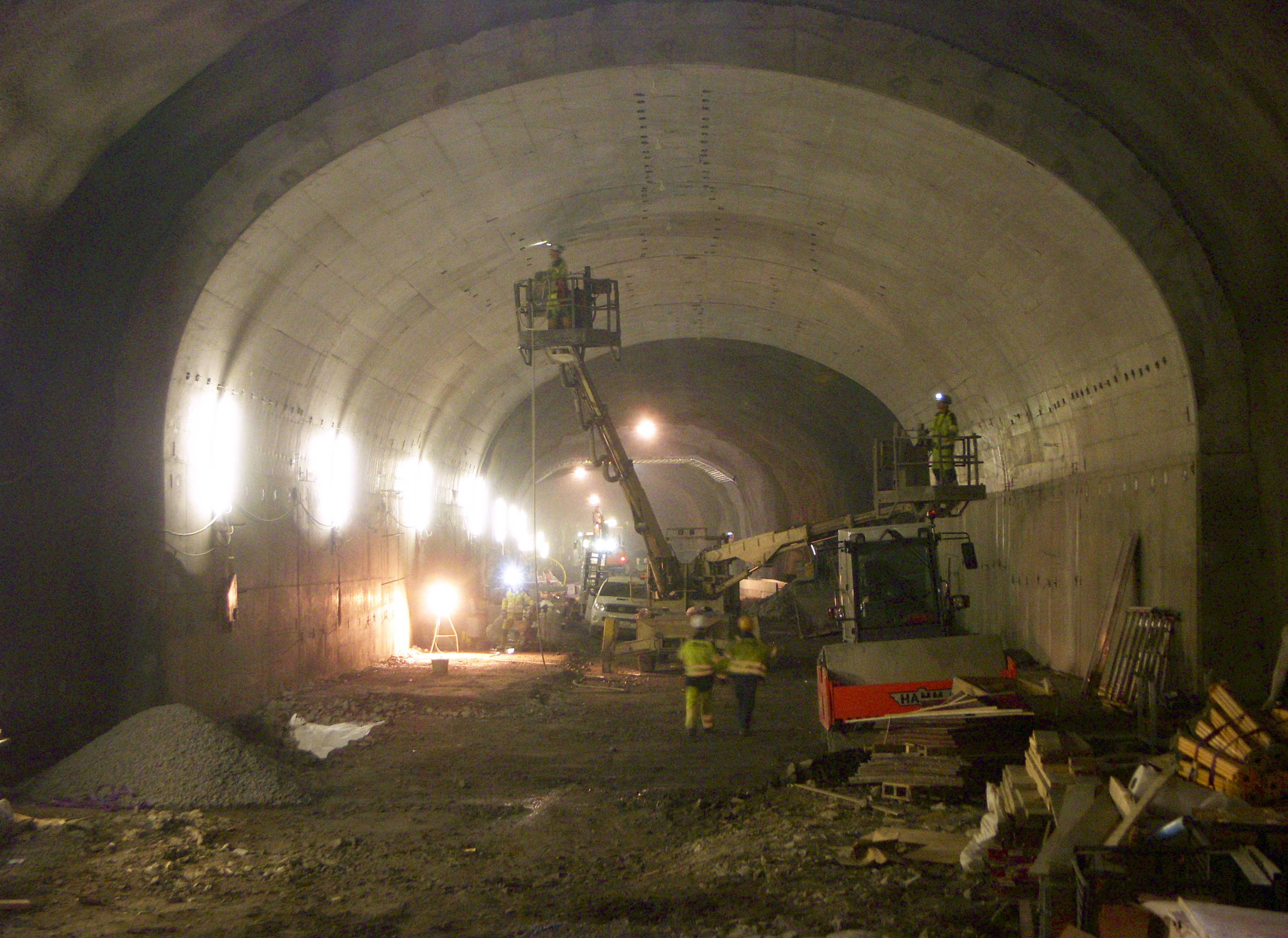
Betongvalv under Maria Magdalena kyrkas kyrkogård
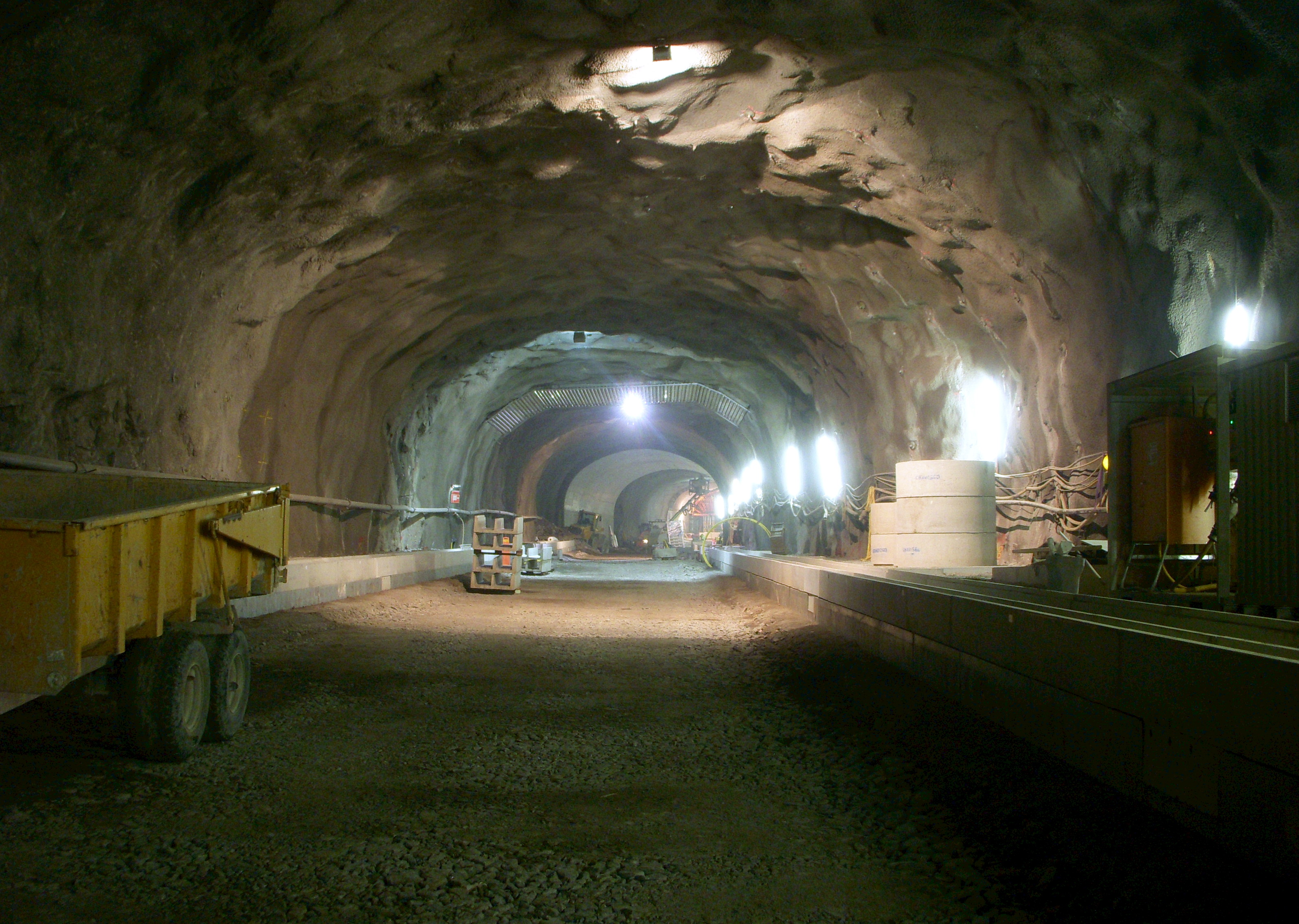
Avsnittet under Hornsgatan, vy mot syd
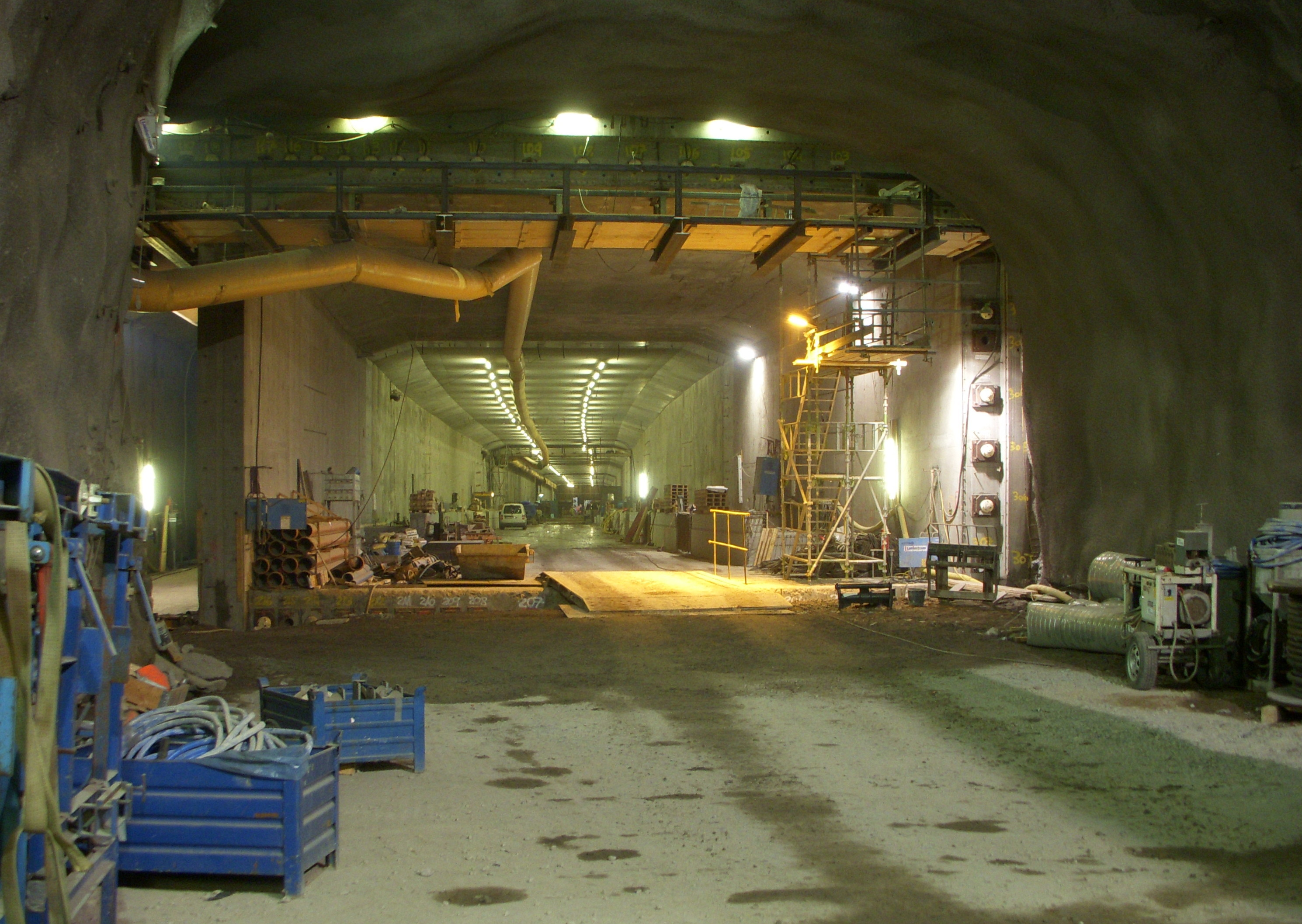
Södermalmstunneln, vy mot Söderströmstunneln